# Impact de Montréal 2020
Questa voce raccoglie le informazioni riguardanti l'Impact de Montréal nelle competizioni ufficiali della stagione 2020.

## Stagione
Nel 2020 l'Impact disputa la nona stagione nella MLS, il massimo campionato calcistico di USA e Canada, e la ventisettesima totale della propria storia.
Nonostante fosse in carica solo da pochi mesi, in panchina non viene confermato Wilmer Cabrera. Al suo posto viene assunto il francese Thierry Henry. Dopo cinque stagioni e mezzo lascia la squadra Ignacio Piatti, giocatore designato e detentore del record di marcature del club.
La stagione prende il via con l'esordio in Champions League: due pareggi contro i costaricensi del Saprissa consentono alla squadra di superare gli ottavi di finale grazie al maggior numero di gol segnati in trasferta. Dopo solo due giornate di campionato e l'andata dei quarti di Champions la stagione dell'Impact viene interrotta dalla pandemia di COVID-19 del 2020: dal 10 marzo la squadra tornerà in campo soltanto il 9 luglio, per la prima giornata del torneo MLS is Back, un torneo organizzato dalla lega con il metodo della bolla, isolando cioè le squadre in un'unica struttura.
A causa delle limitazioni nei viaggi transfrontalieri verso gli Stati Uniti, alla ripresa della stagione regolare le squadre canadesi della MLS giocano una serie di incontri fra loro, valevoli anche come qualificazioni per una versione ridotta del Canadian Championship. Le restanti partite sono state giocate tutte negli Stati Uniti, utilizzando la Red Bull Arena di Harrison come campo casalingo.
Dopo tre stagioni di assenza l'Impact riesce a conquistare l'accesso ai play-off per il titolo, venendo però eliminato al primo turno dai New England Revolution. La stagione si conclude con l'eliminazione ai quarti di finale di Champions, dopo la partita di ritorno disputata a Orlando, luogo in cui sono state concentrate le fasi finali del torneo.

## Maglie e sponsor
Il fornitore tecnico, come per tutte le squadre della MLS, è l'Adidas. Per il 2020 l'Impact conferma la prima maglia della stagione precedente, a strisce sottili nere e azzurre, con quest'ultime che nella parte inferiore digradano fino a sparire. Esordisce invece una nuova seconda maglia, grigia con delle sottili strisce bianche. Logo e sponsor sono completamente neri, mentre in basso è presente la sagoma della provincia del Québec. All'interno del colletto è presente la scritta passion, fierté et authenticité (passione, fierezza e autenticità).
| 1ª divisa | 2ª divisa |

## Rosa
| N. |                        | Ruolo | Calciatore              |
| -- | ---------------------- | ----- | ----------------------- |
| 1  | Stati Uniti (bandiera) | P     | Evan Bush               |
| 2  | Kenya (bandiera)       | C     | Victor Wanyama          |
| 4  | Francia (bandiera)     | D     | Rudy Camacho            |
| 5  | Inghilterra (bandiera) | D     | Luis Binks              |
| 6  | Canada (bandiera)      | C     | Samuel Piette           |
| 7  | Francia (bandiera)     | D     | Rod Fanni               |
| 8  | Algeria (bandiera)     | C     | Saphir Taïder           |
| 9  | Spagna (bandiera)      | A     | Bojan Krkić             |
| 11 | Canada (bandiera)      | A     | Anthony Jackson-Hamel   |
| 12 | Uganda (bandiera)      | D     | Mustafa Kizza           |
| 13 | Stati Uniti (bandiera) | A     | Mason Toye              |
| 14 | Stati Uniti (bandiera) | C     | Amar Sejdič             |
| 15 | Canada (bandiera)      | D     | Zachary Brault-Guillard |
| 16 | Canada (bandiera)      | D     | Joel Waterman           |
| 17 | Canada (bandiera)      | A     | Ballou Tabla            |
| 18 | Nigeria (bandiera)     | A     | Orji Okwonkwo           |

| N. |                      | Ruolo | Calciatore               |
| -- | -------------------- | ----- | ------------------------ |
| 19 | Haiti (bandiera)     | C     | Steeven Saba             |
| 21 | Finlandia (bandiera) | C     | Lassi Lappalainen        |
| 22 | Finlandia (bandiera) | D     | Jukka Raitala (capitano) |
| 23 | Senegal (bandiera)   | P     | Clément Diop             |
| 24 | Canada (bandiera)    | D     | Karifa Yao               |
| 25 | Argentina (bandiera) | C     | Emanuel Maciel           |
| 26 | Cuba (bandiera)      | D     | Jorge Luís Corrales      |
| 27 | Canada (bandiera)    | D     | Clément Bayiha           |
| 28 | Canada (bandiera)    | C     | Shamit Shome             |
| 29 | Canada (bandiera)    | C     | Mathieu Choinière        |
| 30 | Honduras (bandiera)  | A     | Romell Quioto            |
| 33 | Canada (bandiera)    | D     | Keesean Ferdinand        |
| 34 | Canada (bandiera)    | C     | Tomas Giraldo            |
| 37 | Argentina (bandiera) | A     | Maximiliano Urruti       |
| 40 | Canada (bandiera)    | P     | Jonathan Sirois          |
| 41 | Canada (bandiera)    | P     | James Pantemis           |

## Calciomercato

### Sessione invernale
| Acquisti | Acquisti                | Acquisti             | Acquisti         |
| R.       | Nome                    | da                   | Modalità         |
| -------- | ----------------------- | -------------------- | ---------------- |
| P        | Jason Beaulieu          | Ottawa Fury          | rientro prestito |
| D        | Luis Binks              | Tottenham            | definitivo       |
| D        | Zachary Brault-Guillard | Olympique Lione      | definitivo       |
| D        | Thomas Meilleur-Giguère | Ottawa Fury          | rientro prestito |
| D        | Joel Waterman           | Cavalry              | definitivo       |
| C        | Emanuel Maciel          | San Lorenzo          | definitivo       |
| C        | Steeven Saba            |                      | definitivo       |
| C        | Amar Sejdič             | Ottawa Fury          | rientro prestito |
| C        | Jeisson Vargas          | Universidad Católica | rientro prestito |
| A        | Orji Okwonkwo           | Bologna              | prestito         |
| A        | Romell Quioto           | Houston Dynamo       | definitivo       |
| A        | Ballou Tabla            | Barcellona           | definitivo       |

| Cessioni | Cessioni                | Cessioni        | Cessioni      |
| R.       | Nome                    | a               | Modalità      |
| -------- | ----------------------- | --------------- | ------------- |
| P        | Jason Beaulieu          | HFX Wanderers   | definitivo    |
| D        | Zachary Brault-Guillard | Olympique Lione | fine prestito |
| D        | Víctor Cabrera          | Houston Dynamo  | definitivo    |
| D        | Daniel Kinumbe          | HFX Wanderers   | definitivo    |
| D        | Daniel Lovitz           | Nashville       | definitivo    |
| D        | Thomas Meilleur-Giguère | Pacific         | definitivo    |
| D        | Bacary Sagna            |                 | svincolato    |
| C        | Ken Krolicki            |                 | svincolato    |
| C        | Jeisson Vargas          |                 | svincolato    |
| A        | Orji Okwonkwo           | Bologna         | fine prestito |
| A        | Ignacio Piatti          | San Lorenzo     | definitivo    |
| A        | Ballou Tabla            | Barcellona      | fine prestito |

### A stagione in corso
| Acquisti | Acquisti        | Acquisti            | Acquisti         |
| R.       | Nome            | da                  | Modalità         |
| -------- | --------------- | ------------------- | ---------------- |
| P        | James Pantemis  | Valour              | rientro prestito |
| P        | Jonathan Sirois | Vancouver Whitecaps | rientro prestito |
| D        | Luis Binks      | Bologna             | prestito         |
| D        | Mustafa Kizza   | Kampala City        | definitivo       |
| C        | Victor Wanyama  | Tottenham           | definitivo       |
| A        | Mason Toye      | Minnesota Utd       | definitivo       |

| Cessioni | Cessioni        | Cessioni            | Cessioni   |
| R.       | Nome            | a                   | Modalità   |
| -------- | --------------- | ------------------- | ---------- |
| P        | Evan Bush       | Vancouver Whitecaps | definitivo |
| P        | James Pantemis  | Valour              | prestito   |
| P        | Jonathan Sirois | Vancouver Whitecaps | prestito   |
| D        | Luis Binks      | Bologna             | definitivo |
| D        | Mustafa Kizza   | Kampala City        | prestito   |
| C        | Saphir Taïder   | Al-Ain Saudi        | definitivo |

## Risultati

### MLS
La MLS non adotta il sistema a due gironi, uno di andata e uno di ritorno, tipico in Europa per i campionati di calcio, ma un calendario di tipo sbilanciato. Prima della sospensione del campionato dovuta alla pandemia di Covid-19 del 2020, era previsto che nel 2020 l'Impact disputasse due gare (andata e ritorno) con le squadre della propria conference, più altre dieci gare con altrettante squadre della Western Conference, cinque in casa e cinque in trasferta: non erano previsti incontri con le restanti tre squadre del raggruppamento occidentale, LA Galaxy, Nashville e Portland Timbers.
Dopo la sospensione la MLS è ripartita con un torneo speciale in campo neutro, a cui è seguita la ripresa della stagione regolare. Viste le limitazioni nei viaggi transfrontalieri verso gli Stati Uniti, in una prima fase sono stati disputati sei match contro gli altri club canadesi, i cui risultati sono valsi anche come qualificazione al Canadian Championship 2020. Successivamente l'Impact ha disputato i propri incontri casalinghi in campo neutro, alla Red Bull Arena di Harrison, negli Stati Uniti.
| Arbitro: | C. Penso |

|                       |           |             |
| Quioto 37’ Urruti 80’ | Marcatori | 13’ Bunbury |

| Arbitro: | V. Rivas |

|                         |           |                 |
| Ondrášek 83’ Pepi 90+6’ | Marcatori | 59’, 68’ Urruti |

| Arbitro: | G. Gonzales jr. |

|  |           |         |
|  | Marcatori | 56’ Bou |

| Arbitro: | J. Marrufo |

|                                            |           |                                 |
| Quioto 14’ Taider 37’ (rig.), 90+4’ (rig.) | Marcatori | 8’ Laryea 25’, 37’, 83’ Akinola |

| Arbitro: | A. Chilowicz |

|            |           |  |
| Taider 31’ | Marcatori |  |

| Arbitro: | M. Oliveira |

|              |           |  |
| Akindele 60’ | Marcatori |  |

| Arbitro: | D. Fischer |

|                            |           |  |
| Quioto 18’ Lappalainen 40’ | Marcatori |  |

| Arbitro: | D. Gantar |

|  |           |                    |
|  | Marcatori | 50’ (rig.) Pozuelo |

| Arbitro: | D. Fischer |

|  |           |             |
|  | Marcatori | 14’ Camacho |

| Arbitro: | D. Gantar |

|             |           |                         |
| Wanyama 53’ | Marcatori | 32’ Piatti 89’ Altidore |

| Arbitro: | P. Lauzière |

|                            |           |                                                        |
| Bair 7’ Camacho 66’ (aut.) | Marcatori | 15’ Okwonkwo 45+1’ (rig.) Taider 51’ Piette 60’ Quioto |

| Arbitro: | D. Fischer |

|                                    |           |            |
| Montero 41’ (rig.), 78’ Dajome 44’ | Marcatori | 70’ Quioto |

| Arbitro: | M. Oliveira |

|           |           |                                             |
| Quioto 5’ | Marcatori | 22’ Bedoya 45+3’, 47’ Przybyłko 65’ Fontana |

| Arbitro: | F. Bazakos |

|                                    |           |                 |
| Kessler 45+2’ Bou 49’ Fagundez 65’ | Marcatori | 86’ Lappalainen |

| Arbitro: | R. Mendoza |

|                                      |           |          |
| Barlow 14’, 35’ Royer 56’ Romero 57’ | Marcatori | 4’ Krkić |

| Arbitro: | G. Gonzales jr. |

|                            |           |                     |
| Lappalainen 22’ Urruti 67’ | Marcatori | 15’ Berič 73’ Calvo |

| Arbitro: | V. Rivas |

|            |           |                                  |
| Zardes 45’ | Marcatori | 24’ Lappalainen 74’ (rig.) Krkić |

| Arbitro: | T. Unkel |

|                                |           |            |
| Monteiro 39’ Sergio Santos 48’ | Marcatori | 65’ Sejdič |

| Arbitro: | J. Dickerson |

|                        |           |                                  |
| Sejdič 27’ Tabla 90+2’ | Marcatori | 13’ Manneh 20’ Bunbury 52’ Buksa |

| Arbitro: | T. Ford |

|                     |           |          |
| Krkić 6’ Urruti 80’ | Marcatori | 33’ Shea |

| Arbitro: | R. Touchan |

|                                       |           |            |
| Medina 68’ Maxi Morález 83’ Rocha 86’ | Marcatori | 89’ Quioto |

| Arbitro: | I. Elfath |

|  |           |          |
|  | Marcatori | 33’ Leal |

| Arbitro: | R. Sibiga |

|  |           |          |
|  | Marcatori | 39’ Dike |

| Arbitro: | R. Vazquez |

|                     |           |                                  |
| Pines 9’ Kamara 33’ | Marcatori | 13’ Krkić 74’ Wanyama 88’ Quioto |

#### Play-off
| Arbitro: | J. Marrufo |

|                          |           |            |
| Carles Gil 38’ Bou 90+5’ | Marcatori | 61’ Quioto |

### Champions League
| Arbitro: | K. Ward |

|                           |           |                         |
| Venegas 80’ Rodríguez 90’ | Marcatori | 12’ Okwonkwo 22’ Quioto |

| Montréal 26 febbraio 2020, ore 20:00 UTC-5 Ottavi di finale - Ritorno | Montréal Impact | 0 – 0 referto | Saprissa | Stadio Olimpico (21.505 spett.)\| Arbitro: \| F. Guerrero \| |
| Arbitro:                                                              | F. Guerrero     |               |          |                                                              |

| Arbitro: | A. Escobedo |

|            |           |                           |
| Taïder 47’ | Marcatori | 15’ Bengtson 41’ Benguché |

| Arbitro: | R. Montero |

|  |           |            |
|  | Marcatori | 57’ Sejdič |

## Statistiche

### Statistiche di squadra
| Competizione     | Punti | In casa | In casa | In casa | In casa | In casa | In casa | In campo neutro | In campo neutro | In campo neutro | In campo neutro | In campo neutro | In campo neutro | In trasferta | In trasferta | In trasferta | In trasferta | In trasferta | In trasferta | Totale | Totale | Totale | Totale | Totale | Totale |
| Competizione     | Punti | G       | V       | N       | P       | Gf      | Gs      | G               | V               | N               | P               | Gf              | Gs              | G            | V            | N            | P            | Gf           | Gs           | G      | V      | N      | P      | Gf     | Gs     |
| ---------------- | ----- | ------- | ------- | ------- | ------- | ------- | ------- | --------------- | --------------- | --------------- | --------------- | --------------- | --------------- | ------------ | ------------ | ------------ | ------------ | ------------ | ------------ | ------ | ------ | ------ | ------ | ------ | ------ |
| MLS              | 26    | 4       | 2       | 0       | 2       | 5       | 4       | 10              | 2               | 1               | 7               | 11              | 18              | 10           | 4            | 1            | 5            | 17           | 22           | 24     | 8      | 2      | 14     | 33     | 44     |
| Play-off         |       | 0       | 0       | 0       | 0       | 0       | 0       | 0               | 0               | 0               | 0               | 0               | 0               | 1            | 0            | 0            | 1            | 1            | 2            | 1      | 0      | 0      | 1      | 1      | 2      |
| Champions League |       | 2       | 0       | 1       | 1       | 1       | 2       | 1               | 1               | 0               | 0               | 1               | 0               | 1            | 0            | 1            | 0            | 2            | 2            | 4      | 1      | 2      | 1      | 4      | 4      |
| Totale           |       | 6       | 2       | 1       | 3       | 6       | 6       | 11              | 3               | 1               | 7               | 12              | 18              | 12           | 4            | 2            | 6            | 20           | 26           | 29     | 9      | 4      | 16     | 38     | 50     |

### Statistiche dei giocatori
| Giocatore          | MLS      | MLS  | MLS         | MLS        | Champions League | Champions League | Champions League | Champions League | Totale   | Totale | Totale      | Totale     |
| Giocatore          | Presenze | Reti | Ammonizioni | Espulsioni | Presenze         | Reti             | Ammonizioni      | Espulsioni       | Presenze | Reti   | Ammonizioni | Espulsioni |
| ------------------ | -------- | ---- | ----------- | ---------- | ---------------- | ---------------- | ---------------- | ---------------- | -------- | ------ | ----------- | ---------- |
| C. Bayiha          | 4        | 0    | -           | -          | 0                | 0                | -                | -                | 4        | 0      | -           | -          |
| L. Binks           | 23       | 0    | 7           | 1          | 3                | 0                | 1                | -                | 26       | 0      | 8           | 1          |
| Z. Brault-Guillard | 23       | 0    | 2           | -          | 4                | 0                | 1                | -                | 27       | 0      | 3           | -          |
| E. Bush            | 0        | 0    | -           | -          | 0                | 0                | -                | -                | 0        | 0      | -           | -          |
| R. Camacho         | 15       | 1    | 2           | 1          | 2                | 0                | -                | -                | 17       | 1      | 2           | 1          |
| M. Choinière       | 0        | 0    | -           | -          | 0                | 0                | -                | -                | 0        | 0      | -           | -          |
| J.L. Corrales      | 16       | 0    | 4           | -          | 3                | 0                | 1                | -                | 19       | 0      | 5           | -          |
| C. Diop            | 22       | -39  | -           | -          | 4                | -4               | -                | -                | 26       | -43    | -           | -          |
| R. Fanni           | 14       | 0    | -           | -          | 3                | 0                | -                | -                | 17       | 0      | -           | -          |
| K. Ferdinand       | 0        | 0    | -           | -          | 0                | 0                | -                | -                | 0        | 0      | -           | -          |
| T. Giraldo         | 0        | 0    | -           | -          | 0                | 0                | -                | -                | 0        | 0      | -           | -          |
| A. Jackson-Hamel   | 9        | 0    | 2           | -          | 3                | 0                | -                | -                | 12       | 0      | 2           | -          |
| M. Kizza           | 2        | 0    | -           | -          | 1                | 0                | 1                | -                | 3        | 0      | 1           | -          |
| B. Krkić           | 19       | 4    | -           | -          | 2                | 0                | -                | -                | 21       | 4      | -           | -          |
| L. Lappalainen     | 14       | 4    | -           | -          | 0                | 0                | -                | -                | 14       | 4      | -           | -          |
| E. Maciel          | 12       | 0    | 2           | 1          | 0                | 0                | -                | -                | 12       | 0      | 2           | 1          |
| O. Okwonkwo        | 15       | 1    | -           | -          | 3                | 1                | -                | -                | 18       | 2      | -           | -          |
| J. Pantemis        | 3        | -7   | -           | -          | 0                | 0                | -                | -                | 3        | -7     | -           | -          |
| S. Piette          | 23       | 1    | 3           | 1          | 4                | 0                | -                | -                | 27       | 1      | 3           | 1          |
| R. Quioto          | 21       | 9    | 2           | 1          | 4                | 1                | 1                | -                | 25       | 10     | 3           | 1          |
| J. Raitala         | 16       | 0    | 2           | -          | 2                | 0                | -                | -                | 18       | 0      | 2           | -          |
| S. Saba            | 0        | 0    | -           | -          | 0                | 0                | -                | -                | 0        | 0      | -           | -          |
| A. Sejdič          | 15       | 2    | 1           | -          | 3                | 1                | -                | -                | 18       | 3      | 1           | -          |
| S. Shome           | 12       | 0    | -           | -          | 1                | 0                | 1                | -                | 13       | 0      | 1           | -          |
| J. Sirois          | 0        | 0    | -           | -          | 0                | 0                | -                | -                | 0        | 0      | -           | -          |
| B. Tabla           | 5        | 1    | -           | -          | 2                | 0                | -                | -                | 7        | 1      | -           | -          |
| S. Taïder          | 12       | 4    | 1           | -          | 2                | 1                | -                | -                | 14       | 5      | 1           | -          |
| M. Toye            | 7        | 0    | -           | -          | 1                | 0                | -                | -                | 8        | 0      | -           | -          |
| M. Urruti          | 16       | 5    | 1           | -          | 2                | 0                | -                | -                | 18       | 5      | 1           | -          |
| V. Wanyama         | 22       | 2    | 3           | -          | 2                | 0                | 1                | -                | 24       | 2      | 4           | -          |
| J. Waterman        | 7        | 0    | 1           | -          | 3                | 0                | 1                | -                | 10       | 0      | 2           | -          |
| K. Yao             | 2        | 0    | -           | -          | 0                | 0                | -                | -                | 2        | 0      | -           | -          |

## Giovanili
Le rappresentative under 19, under 17 e under 15 stavano disputando la stagione 2019-2020 dei rispettivi campionati USSDA, quando questi ultimi sono stati prima sospesi a causa della pandemia di covid-19 del 2020, e poi definitivamente cancellati.